# Gare de Trèves-Sud
La gare de Trèves-Sud est une gare ferroviaire de la ville de Trèves dans le Land de Rhénanie-Palatinat en Allemagne.

## Service des voyageurs

### Desserte
Trèves-Sud est desservie toutes les heures par des trains la reliant à Luxembourg, Coblence et Sarrebruck, toutes les deux heures à Mannheim et une fois par jour à Cologne par des trains Regional-Express, et toutes les heures par des trains Regionalbahn à Cologne, Sarrebruck et Coblence.